# Derby Turynu w piłce nożnej
Derby Turynu (wł. Derby di Torino), we Włoszech również Derby della Mole – derby piłkarskie rozgrywane od 1906 pomiędzy Juventusem a Torino Calcio w Turynie. Nazwa derbów pochodzi od jednego z najważniejszych zabytków w Turynie, Mole Antonelliana.

## Kluby
| Torino FC                                                                   |                                                                               | Juventus F.C.                                                                   |
| --------------------------------------------------------------------------- | ----------------------------------------------------------------------------- | ------------------------------------------------------------------------------- |
| 1906                                                                        | rok założenia                                                                 | 1897                                                                            |
| 7                                                                           | Mistrzostwa Włoch                                                             | 36                                                                              |
| 5                                                                           | Puchary Włoch                                                                 | 14                                                                              |
| 0                                                                           | Superpuchary Włoch                                                            | 9                                                                               |
| 68                                                                          | liczba sezonów w najwyższej klasie rozgrywkowej, włącznie z sezonem 2023/2024 | 76                                                                              |
| 7                                                                           | miejsce w tabeli wszech czasów Serie A                                        | 1                                                                               |
| 1909                                                                        | Debiut w najwyższej lidze                                                     | 1900                                                                            |
| 0                                                                           | zdobywca lub finalista Ligi Mistrzów                                          | zdobywca: 2 razy finalista: 7 razy                                              |
| finalista: 1 raz                                                            | zdobywca lub finalista Ligi Europy                                            | zdobywca: 3 razy finalista: 1 raz                                               |
| 0                                                                           | zdobywca lub finalista Superpucharu UEFA                                      | zdobywca: 2 razy                                                                |
| 23 września 1964 Torino FC 3:1 Fortuna 54 Geleen (Puchar Zdobywców Pucharu) | debiut w rozgrywkach europejskich UEFA                                        | 24 września 1958 Juventus F.C. 3:1 Wiener SC (Puchar Europy Mistrzów Klubowych) |
| Serie A                                                                     | obecny poziom ligowy (2023/2024)                                              | Serie A                                                                         |
| Stadio Olimpico di Torino                                                   | stadion                                                                       | Allianz Stadium                                                                 |

## Statystyki
| Rozgrywki         | Mecze | Juventus | Remis | Torino |
| ----------------- | ----- | -------- | ----- | ------ |
| Serie A           | 183   | 83       | 50    | 50     |
| Puchar Włoch      | 26    | 12       | 8     | 6      |
| mecze towarzyskie | 41    | 16       | 8     | 17     |
| Razem             | 250   | 111      | 66    | 73     |

## Ostatnie spotkania
| Data        | Mecz              | Zwycięzca | Rozgrywki    | Wynik |
| ----------- | ----------------- | --------- | ------------ | ----- |
| 7 X 2023    | Juventus - Torino | Juventus  | Serie A      | 2 - 0 |
| 28 II 2023  | Juventus - Torino | Juventus  | Serie A      | 4 - 2 |
| 15 X 2022   | Torino - Juventus | Juventus  | Serie A      | 0 - 1 |
| 18 II 2022  | Juventus - Torino | -         | Serie A      | 1 - 1 |
| 2 X 2021    | Torino - Juventus | Juventus  | Serie A      | 0 - 1 |
| 3 IV 2021   | Torino - Juventus | -         | Serie A      | 2 - 2 |
| 5 XII 2020  | Juventus - Torino | Juventus  | Serie A      | 2 - 1 |
| 4 VII 2020  | Juventus - Torino | Juventus  | Serie A      | 4 - 1 |
| 2 XI 2019   | Torino - Juventus | Juventus  | Serie A      | 0 - 1 |
| 3 V 2019    | Juventus - Torino | -         | Serie A      | 1 - 1 |
| 15 XII 2018 | Torino - Juventus | Juventus  | Serie A      | 0 - 1 |
| 18 II 2018  | Torino - Juventus | Juventus  | Serie A      | 0 - 1 |
| 3 I 2018    | Juventus - Torino | Juventus  | Puchar Włoch | 2 - 0 |
| 23 IX 2017  | Juventus - Torino | Juventus  | Serie A      | 4 - 0 |
| 7 V 2017    | Juventus - Torino | -         | Serie A      | 1 - 1 |
| 11 XII 2016 | Torino - Juventus | Juventus  | Serie A      | 1 - 3 |
| 20 III 2016 | Torino - Juventus | Juventus  | Serie A      | 1 - 4 |
| 16 XII 2015 | Juventus - Torino | Juventus  | Puchar Włoch | 4 - 0 |
| 31 X 2015   | Juventus - Torino | Juventus  | Serie A      | 2 - 1 |
| 26 IV 2015  | Torino - Juventus | Torino    | Serie A      | 2 - 1 |
| 30 XI 2014  | Juventus - Torino | Juventus  | Serie A      | 2 - 1 |
| 23 II 2014  | Juventus - Torino | Juventus  | Serie A      | 1 - 0 |
| 29 IX 2013  | Torino - Juventus | Juventus  | Serie A      | 0 - 1 |
| 28 IV 2013  | Torino - Juventus | Juventus  | Serie A      | 0 - 2 |
| 01 XII 2012 | Juventus - Torino | Juventus  | Serie A      | 3 - 0 |
| 07 III 2009 | Torino - Juventus | Juventus  | Serie A      | 0 - 1 |
| 26 X 2008   | Juventus - Torino | Juventus  | Serie A      | 1 - 0 |
| 26 II 2008  | Juventus - Torino | -         | Serie A      | 0 - 0 |
| 30 XI 2007  | Torino - Juventus | Juventus  | Serie A      | 0 - 1 |
| 05 IV 2003  | Juventus - Torino | Juventus  | Serie A      | 5 - 0 |
| 17 XI 2002  | Torino - Juventus | Juventus  | Serie A      | 0 - 4 |
| 24 II 2002  | Torino - Juventus | -         | Serie A      | 2 - 2 |
| 14 X 2001   | Juventus - Torino | -         | Serie A      | 3 - 3 |
| 19 III 2000 | Juventus - Torino | Juventus  | Serie A      | 3 - 2 |
| 07 XI 1999  | Torino - Juventus | -         | Serie A      | 0 - 0 |
| 06 IV 1996  | Torino - Juventus | Juventus  | Serie A      | 1 - 2 |
| 03 XII 1995 | Juventus - Torino | Juventus  | Serie A      | 5 - 0 |